# Vanité (de Champaigne)
Pour les articles homonymes, voir Vanité (homonymie).
Vanité – ou Allégorie de la vie humaine – est un tableau du milieu du XVIIe siècle attribué au peintre français Philippe de Champaigne. Cette huile sur panneau de chêne représente un crâne humain posé sur une tablette en pierre calcaire, devant un fond noir, entre un soliflore transparent contenant une tulipe et un sablier tout juste retourné. L'œuvre est conservée au musée de Tessé, au Mans, depuis son acquisition en vente publique en 1884.

## Description
Ce tableau est sujet de la réflexion sur la place de l'homme entre la beauté qui passe (la fleur) et le temps (sablier).Les trois objets sont  réunis par les reflets de la lumière.